# 45e législature de l'Assemblée fédérale suisse
La 45e législature des Chambres fédérales s'étend du 4 décembre 1995 au 5 décembre 1999. Elle correspond à la 45e législature du Conseil national, intégralement renouvelé lors des élections fédérales de 1995.